# Semjon Iljič Bogdanov
Semjon Iljič Bogdanov (rusky Семён Ильич Богданов;17.jul./ 29. srpna 1894greg. Sankt-Petěrburg – 12. března 1960 Moskva) byl sovětský maršál tankových vojsk, za druhé světové války velel tankové armádě. Po válce stál v čele tankových vojsk sovětské armády.

## Život
Pocházel z dělnické rodiny, v mládí byl zámečníkem.

### Vzdělání
- březen 1916 – květen 1917 Gatčinská škola praporčíků
- říjen 1922 – říjen 1923 Moskevská vyšší vojensko-pedagogická škola
- říjen 1929 – říjen 1930 Vyšší velitelské kurzy Výstřel
- říjen 1935 – leden 1937 Akademické zdokonalovací kurzy při Vojenské akademii motorizace a mechanizace DRRA

### Vojenská služba
- 1915 – prosinec 1917 v ruské armádě

- od ledna 1918 v Rudé armádě
- leden 1918 – říjen 1922 – velitel čety, roty, praporu
- říjen 1923 – říjen 1929 – velitel roty, praporu, pomocník velitele pluku
- říjen 1930 – květen 1932 – velitel 130. střeleckého pluku
- květen 1932 – říjen 1935 – velitel 134. mechanizované brigády
- leden 1937 – květen 1938 – velitel 9. mechanizované brigády
- 1. května 1938 zatčen
- říjen 1939 osvobozen
- prosinec 1939 – březen 1940 – k dispozici Hlavní správy kádrů DRRA
- březen – prosinec 1940 – náčelník pěchoty 29. mechanizované divize
- prosinec 1940 – březen 1941 – velitel 32. lehké tankové brigády
- 11. března – 30. června 1941 – velitel 30. tankové divize
- srpen 1941 – náčelník Správy tankových a mechanizovaných vojsk Moskevského vojenského okruhu
- srpen 1941 – březen 1942 – velitel Možajského opevněného prostoru a zástupce velitele 5. armády
- březen – květen 1942 – zástupce velitele 10. armády pro tanková vojska
- 19. května – 7. září 1942 – velitel 12. tankového sboru
- září – listopad 1942 – náčelník Kostěrevského tankového střediska
- listopad 1942 – 25. února 1943 – velitel 6. mechanizovaného (od 9. ledna 1943 5. gardového mechanizovaného) sboru
- 11. března – 24. srpna 1943 – velitel 9. tankového sboru
- 9. září 1943 – 23. července 1944 – velitel 2. (od 20. listopadu 1944 gardové) tankové armády
- 7. ledna 1945 – 10. června 1947 – velitel 2. gardové tankové armády
- červen – srpen 1947 – velitel tankových a mechanizovaných vojsk Skupiny sovětských okupačních vojsk v Německu
- srpen 1947 – listopad 1948 – 1. zástupce velitele tankových a mechanizovaných vojsk Ozbrojených sil SSSR
- listopad 1948 – duben 1953 – velitel tankových a mechanizovaných vojsk Sovětské armády
- duben 1953 – květen 1954 – velitel 7. mechanizované armády
- květen 1954 – 17. května 1956 – náčelník Vojenské akademie tankových vojsk J. V. Stalina

### Hodnosti
- praporčík ruské armády

- velitel brigády
- 20. července 1940 - plukovník
- 21. července 1942 - generálmajor tankových vojsk
- 7. června 1943 - generálporučík tankových vojsk
- 24. dubna 1944 - generálplukovník tankových vojsk
- 1. června 1945 - maršál tankových vojsk

### Politická činnost
- od 1942 člen VKS(b)
- 14. října 1952 - 14. února 1956 - kandidát ÚV KSSS
- poslanec Nejvyššího sovětu 2. - 4. volebního období

## Řády a vyznamenání
- 4x Řád rudého praporu (20. října 1920, 26. srpna 1943, 3. listopadu 1944, 1. června 1949)
- Řád Suvorova II. stupně (7. února 1943)
- 2x Hrdina Sovětského svazu (11. března 1944, 6. dubna 1945)
- 2x Leninův řád (11. března 1944, 6. dubna 1945)
- Řád Suvorova I. stupně (22. července 1944)